# 1280
- Wikisource

| Calendário gregoriano                                                        | 1280 MCCLXXX                                          |
| Ab urbe condita                                                              | 2033                                                  |
| Calendário arménio                                                           | 729 – 730                                             |
| Calendário bahá'í                                                            | -564 – -563                                           |
| Calendário budista                                                           | 1824                                                  |
| Calendário chinês                                                            | 3976 – 3977 Início a 2 de fevereiro (aproximadamente) |
| Calendário copta                                                             | 996 – 997                                             |
| Calendário etíope                                                            | 1272 – 1273                                           |
| Calendários hindus - Vikram Samvat - Calendário nacional indiano - Cáli Iuga | 1335 – 1336 1201 – 1202 4380 – 4381                   |
| Calendário Holoceno                                                          | 11280                                                 |
| Calendário islâmico                                                          | 679 – 680                                             |
| Calendário judaico                                                           | 5040 – 5041                                           |
| Calendário persa                                                             | 658 – 659                                             |
| Calendário rúnico                                                            | 1530                                                  |
| Calendário solar tailandês                                                   | 1823                                                  |

1280 (MCCLXXX, na numeração romana) foi um ano bissexto do século XIII do Calendário Juliano, da Era de Cristo, e as suas letras dominicais foram G e F (52 semanas), teve início a uma segunda-feira e terminou a uma terça-feira.
| Ano completo                            |
| --------------------------------------- |
| Ano bissexto com início à segunda-feira |

## Eventos
- 15 de Julho, coroação do rei Érico II da Noruega.

## Nascimentos
- Maria de Avesnes, Duquesa de Bourbon como esposa de Luís I, Duque de Bourbon (m. 1354).
- Pedro Fernandes de Castro, foi senhor de Fornelos.
- D. Lopo Fernandes Pacheco, foi 7.º Senhores de Ferreira de Aves, m. 1349.

## Mortes
- Santo Alberto Magno, filósofo e teólogo alemão, beatificado em 1622 e canonizado em 1931.
- 22 de Agosto - Papa Nicolau III.